# Llorenç Busquets i Ventura
Llorenç Busquets i Ventura (Girona, Gironès, 16 de febrer de 1891 – Ciutat de Mèxic, Mèxic, 18 de setembre de 1966) fou comptable i polític català. Fill de Baldomer Busquets i d'Elvira Ventura.

## Biografia
Només arribà a alcalde accidental de Girona per uns dies, però la seva carrera política fou dilatada. Va ser representant municipal, sempre dels sectors republicans, en diferents períodes: des de la Restauració a la Guerra Civil. El 1920 va ser nomenat regidor per primera vegada, fins a la dictadura de Primo de Rivera (1923). Novament el 1930, durant l'anomenada dictablanda, Busquets es reincorporà al consistori, a l'últim que es va constituir abans de la proclamació de la República. Presidí el Centre Republicà de Girona, entitat adherida a Esquerra Republicana. Va ser escollit regidor a les eleccions municipals del 12 d'abril de 1931, i nomenat quart tinent d'alcalde. Reelegit el 1934 a les eleccions que guanyà la Lliga Catalana, malgrat que, poc després, va ser destituït del càrrec com a conseqüència dels Fets d'Octubre.
Amb el cop d'estat de 1936 va ocupar l'alcaldia de manera accidental i efímera dos cops, la primera vegada del 20 de juliol a 1 d'agost de 1936, i el seu segon període com a alcalde, entre el 27 de maig i el 8 de juny de 1937. Va continuar exercint de conseller municipal fins al 1939, com a conseller regidor primer i president de la Comissió permanent d'Urbanisme i Serveis Públics. Però forçat pel desenvolupament de la guerra civil, s'exilià a França el 1939, on s'embarcà el 8 de setembre de 1942 i el 16 d'octubre arribà a Veracruz (Mèxic). Llorenç Busquets va morir a l'exili, a Mèxic, el 1966.